# Chiesa di San Martino (Mulazzo)
La chiesa di San Martino è un edificio di culto cattolico situato a Mulazzo, in provincia di Massa-Carrara e diocesi di Massa Carrara-Pontremoli
Nella molto semplice facciata a capanna, sopra il portale romanico con architrave e lunetta, si apre una finestrella rettangolare per dare luce al vano interno. Al suo culmine è collocato un campanile a vela con l'alloggiamento per due campane e coronato da tre pinnacoli. 

Questa caratteristica non è molto diffusa nelle chiese maggiori della Lunigiana e aveva la funzione, comune alle chiese di strada, di guidare nella notte i pellegrini eventualmente sperduti e non ancora giunti all'ospitale. 
La chiesetta è datata 1297 e recentemente ne è stata rifatta la copertura. Intorno ad essa è il cimitero, il che ha fatto pensare ad una sua funzione plebana, però non dimostrata.
Non lontano dalla chiesa si trova una Maestà in edicola che rappresenta San Martino raffigurato nell'atto di tagliare il suo mantello e offrirlo al povero infreddolito.